# Marc de Jonge
Ne doit pas être confondu avec Mark de Jonge.
Pour les articles homonymes, voir de Jonge.
Marc de Jonge est un acteur français né le 16 février 1949 à Nancy et mort le 10 mars 1996 à Paris des suites d'une chute accidentelle.

## Biographie
Fils d’un juriste, Marc de Jonge, mène de bonnes études de droit pour faire plaisir à son père, avant de préférer les cours du conservatoire d’art dramatique de sa ville natale. Par la suite, gagnant la capitale, on le voit aux Folies-Bergère, puis au théâtre dans Les Fruits d'or de Nathalie Sarraute.

### Carrière
Il débute au cinéma dans L'Aigle et la colombe de Claude Bernard-Aubert. Dès lors, on le voit régulièrement sur les écrans dans des rôles secondaires, sa silhouette hante le cinéma français des années 1980.
Son physique impulsif et son regard glacial le prédestinent à interpréter des personnages louches et subversifs. Il apparaît en 1981 dans Le cimetière des voitures et incarne un coiffeur homosexuel dans Mon curé chez les nudistes avec Paul Préboist.
En 1983, on le voit en loubard violent dans Ronde de nuit de Jean-Claude Missiaen, qui réunit Gérard Lanvin et Eddy Mitchell, puis en sbire de Bernard-Pierre Donnadieu dans Rue Barbare de Gilles Béhat.
Il se révèle un second rôle fort efficace, porteur d’une certaine atmosphère. Au théâtre, il n’est pas moins convaincant dans Il pleut sur le bitume, d’après James Hadley Chase, sous la direction de Stéphan Meldegg.
Marc de Jonge connaît ensuite une petite popularité en interprétant une fameuse publicité humoristique consacrée aux bienfaits du fromage Boursin, ce qui lui vaudra un prix.
C’est à cette époque que la carrière de l’acteur prend une nouvelle tournure : demandé par Hollywood, Steven Spielberg lui offre, en 1987, un petit rôle dans Empire du soleil. La même année, Sylvester Stallone décide de lui donner sa chance dans un emploi plus important, et lui réserve le rôle du colonel soviétique Zaysen dans Rambo 3. Interprétant le méchant du film, le comédien français, toujours à l’aise dans les rôles de salaud, se montre digne des espoirs que Stallone avait mis en lui et tire son épingle du jeu, mais le film n’aura pas le succès attendu.
Sa carrière hollywoodienne s’achève sur Sans espoir de retour de Samuel Fuller, où il interprète un petit caïd.
De retour en France, il joue Antoine Joseph Santerre dans La Révolution Française, avant d’apparaître dans une série de comédies populaires à succès. Ainsi, il est le consul autrichien Burger dans L'Opération Corned-Beef, un présentateur de journal télévisé dans La Vengeance d'une blonde, le patron sportif de Alain Chabat dans La Cité de la peur et un homme d’affaires peu amène dans Un Indien dans la ville.
Jean Delannoy lui confie ensuite le rôle du roi Hérode dans Marie de Nazareth. Visage récurrent de la télévision, on le voit dans bon nombre de téléfilms, dont L’affaire Dreyfus de Yves Boisset.

### Mort
Marc de Jonge meurt accidentellement le 10 mars 1996,, à l'âge de 47 ans. Alors qu’il a oublié les clés de son appartement dans le 11e arrondissement de Paris, l’acteur décide d’escalader son immeuble pour pouvoir rentrer chez lui, arrivé au deuxième étage, il glisse et est victime d’une chute mortelle.

## Filmographie

### Cinéma
- 1977 : L'Aigle et la colombe de Claude Bernard-Aubert
- 1978 : Et vive la liberté ! de Serge Korber
- 1978 : Guerres civiles en France de Joël Farges : Les commissaire alliés (segment « Premier empire »)
- 1979 : Je vous ferai aimer la vie de Serge Korber
- 1979 : Au bout du bout du banc de Peter Kassovitz
- 1981 : La Flambeuse de Rachel Weinberg : De Boissouvre
- 1982 : Les Jocondes de Jean-Daniel Pillault : Frédéric
- 1982 : Mon curé chez les nudistes de Robert Thomas : Oscar, le coiffeur
- 1983 : Le Cimetière des voitures de Fernando Arrabal : Carioth
- 1983 : Rock and Torah de Marc-André Grynbaum : Jess, le chauffeur de Dieu
- 1984 : Rue barbare de Gilles Béhat
- 1984 : Ronde de nuit de Jean-Claude Missiaen : Roland Bauchaud
- 1984 : Les Brésiliennes du Bois de Boulogne de Robert Thomas
- 1984 : Rive droite, rive gauche de Philippe Labro : Jaffré
- 1986 : Flagrant désir de Claude Faraldo : Larbeau
- 1986 : Le Complexe du kangourou de Pierre Jolivet : Verahege
- 1986 : La Femme secrète de Sébastien Grall : Lamour
- 1987 : François Villon – le poète vagabond de Sergiu Nicolaescu
- 1987 : Empire du soleil (Empire of the Sun) de Steven Spielberg : Frenchman
- 1987 : De guerre lasse de Robert Enrico : Capitaine SS Interrogatoire
- 1988 : Rambo 3 (Rambo III) de Peter Mac Donald : Colonel Zaysen
- 1989 : La Nuit des toiles - court métrage - de Alain Fleischer
- 1989 : Sans espoir de retour (Street of No Return) de Samuel Fuller : Eddie
- 1989 : Tolérance de Pierre-Henry Salfati : Cabanes
- 1989 : La Révolution française de Robert Enrico et Richard T. Heffron: Antoine Joseph Santerre
- 1989 : Un français libre (The Free Frenchman) de Jim Goddard (en) : Inspecteur Guillot
- 1990 : Présumé dangereux de Georges Lautner : Vigier
- 1991 : Le Secret de Sarah Tombelaine de Daniel Lacambre : Kerguen
- 1991 : Milena de Véra Belmont : Blei
- 1991 : L'Opération Corned-Beef de Jean-Marie Poiré : Consul Burger
- 1991 : Génération Oxygène de Georges Trillat : Richard Malatray
- 1992 : Obiettivo indiscreto de Massimo Mazzucco
- 1993 : Pas d'amour sans amour d'Évelyne Dress : le gynécologue
- 1993 : L'Honneur des grandes neiges (The other side of the law) de Gilles Carle
- 1993 : L'Affaire de Sergio Gobbi
- 1994 : La Vengeance d'une blonde de Jeannot Szwarc : Vernon
- 1994 : La Cité de la peur de Alain Berberian : Le patron de Karamazov
- 1994 : La Dernière Carte (L'Affaire) : Gruskhin
- 1994 : Killer Kid de Gilles de Maistre : Hans
- 1994 : Un Indien dans la ville de Hervé Palud : Roustan
- 1995 : État des lieux de Jean-François Richet : Agresseur
- 1995 : Ainsi soient-elles de Patrick Alessandrin et Lisa Alessandrin : Jean
- 1995 : Marie de Nazareth de Jean Delannoy : Hérode

### Télévision
- 1980 : Les Incorrigibles (feuilleton) : L'acteur
- 1984 : Les Malheurs de Malou : Mocassin
- 1985 : Kane and Abel (feuilleton) : Alfons
- 1986 : Monte Carlo : Croupier
- 1987 : Drôles d'occupations (feuilleton) : Boris Balanoff
- 1987 : Tailleur pour dames : Étienne
- 1987 : Napoleon and Josephine: A Love Story (feuilleton) : Robespierre
- 1988 : First Born (feuilleton) : Marais
- 1990 : Prigioniera di una vendetta (feuilleton)
- 1990 : Passez une bonne nuit : Bradley
- 1991 : Un cœur à prendre : Raphael
- 1991 : Seulement par amour Jo (La Moglie nella cornice) (feuilleton)
- 1991 : La Montagne de diamants (Mountain of Diamonds) : Fourie
- 1992 : Les Danseurs du Mozambique : Donto
- 1992 : Nestor Burma (série télévisée), saison 2, épisode 2 : Casse-pipe à la Nation : Montholieu
- 1993 : Commissaire Moulin, saison 5, épisode 2 : Mort d'un officier de police de Jean-Louis Daniel : commissaire Lesueur
- 1993 : Un cercueil pour deux
- 1993 : Charlemagne, le prince à cheval (feuilleton) : Childeric
- 1993 : Le Sang des innocents de Miguel Courtois : Le consul de France
- 1994 : La Caverne de la Rose d'or (Fantagaro) : Tohor
- 1995 : Julie Lescaut, saison 4, épisode 2 : Week-end, de Marion Sarraut : Berg
- 1995 : Laura
- 1995 : L'Affaire Dreyfus d'Yves Boisset : De Pellieux
- 1995 : Docteur Semmelweis : docteur Klein
- 1996 : Le Poteau d'Aldo : le PDG
- 1996 : Tresko - Amigo Affäre
- 1996 : Quai n°1 : commissaire divisionnaire Bertrand Cazas (1997, 2 épisodes)

## Théâtre
- 1975 : Les Fruits d'Or de Nathalie Sarraute, mise en scène Claude Risac, Bio-Théâtre Halles
- 1977 : Le Cosmonaute agricole de René de Obaldia, mise en scène Jacques Mauclair, Théâtre du Marais
- 1980 : Dracula Waltz de Marcel Kervan, mise en scène Monique Mauclair, Théâtre du Marais
- 1984 : Il pleut sur le bitume de Michel Valmer et Stéphan Meldegg d’après James Hadley Chase, mise en scène Stéphan Meldegg,  Théâtre La Bruyère

[1993-1994]
Comédie musicale "Mayflower"adaptée par Éric Charden au Bataclan